# Shunsaku Kudo (actor)
Shunsaku Kudo (工藤俊作 Kudō Shunsaku?) (Hiroshima, Hiroshima, Japón; 28 de agosto de 1960) es un actor y actor de voz japonés. Su antiguo nombre artístico fue Shinji Yamashita. Su agencia es NEST después de trabajar en Ota Productions.

## Carrera
Se graduó de Soutoku High School en 1979. Estudió con Bunta Sugawara de 1982 a 1987. De 1988 a 1989, participó en el "Karagumi" presidido por Juro Kara. Desde entonces, ha aparecido en numerosos trabajos de cine y televisión.
En 1990, tomó el rol del villano Espadachín Galáctico Billion en la serie Super Sentai Chikyū Sentai Fiveman. Según Toshiya Fuji, quien coprotagonizó la película, Yamashita amaba a Eikichi Yazawa y le propuso al director Takao Nagaishi, quien también era fan de Yazawa, que interpretara las canciones de Yazawa en la obra. En 1997 formó la banda "Crossbones" a cargo de la voz.
Actualmente sigue activo en la televisión y el cine. También ha aparecido en el escenario de la compañía de teatro Tokyo Club liderada por Shun Sugata, y en 2008 lanzó la compañía de teatro Poison Manga, de la que también se encarga de producir y dirigir.
Sus habilidades especiales son el mandarín, la guitarra, el bajo y la lucha con espadas. Sus pasatiempos son la pintura de acuarela, la actuación erhu y la pintura al óleo.

## Filmografía

### Drama de televisión
- Shoot the target at Akatsuki
- Men's Journey
- Good guy
- Chikyū Sentai Fiveman (1990): Espadachín Galáctico Billion[Notas 1]
- Taiga drama Motonari Motonari (1997): Vasallo de la familia Takeda Kayama